# Max Tetzner
Robert Dietrich "Max" Tetzner (ur. 25 września 1896 w Groningen – zm. 7 listopada 1932 w Amsterdamie) – piłkarz holenderski grający na pozycji napastnika, a także łyżwiarz szybki. W swojej karierze rozegrał 3 mecze w reprezentacji Holandii.

## Kariera klubowa
Całą swoją karierę piłkarską Tetzner spędził w klubie Be Quick 1887 z Groningen. Zadebiutował w nim w 1914 roku i grał w nim do 1923 roku. W sezonie 1919/1920 wywalczył z Be Quick tytuł mistrza Holandii.

## Kariera reprezentacyjna
W reprezentacji Holandii Tetzner zadebiutował 12 czerwca 1921 roku w zremisowanym 1:1 towarzyskim meczu z Danią, rozegranym w Kopenhadze. Od 1921 do 1922 roku rozegrał w kadrze narodowej 3 mecze.

## Kariera łyżwiarska
Tetzner był dwukrotnym mistrzem Holandii w wieloboju. Tytuły mistrzowskie wywalczył w 1919 i 1922 roku.